# Cheirolophus massonianus
Cheirolophus massonianus — вид рослин з родини айстрові (Asteraceae), ендемік Мадейри.

## Опис

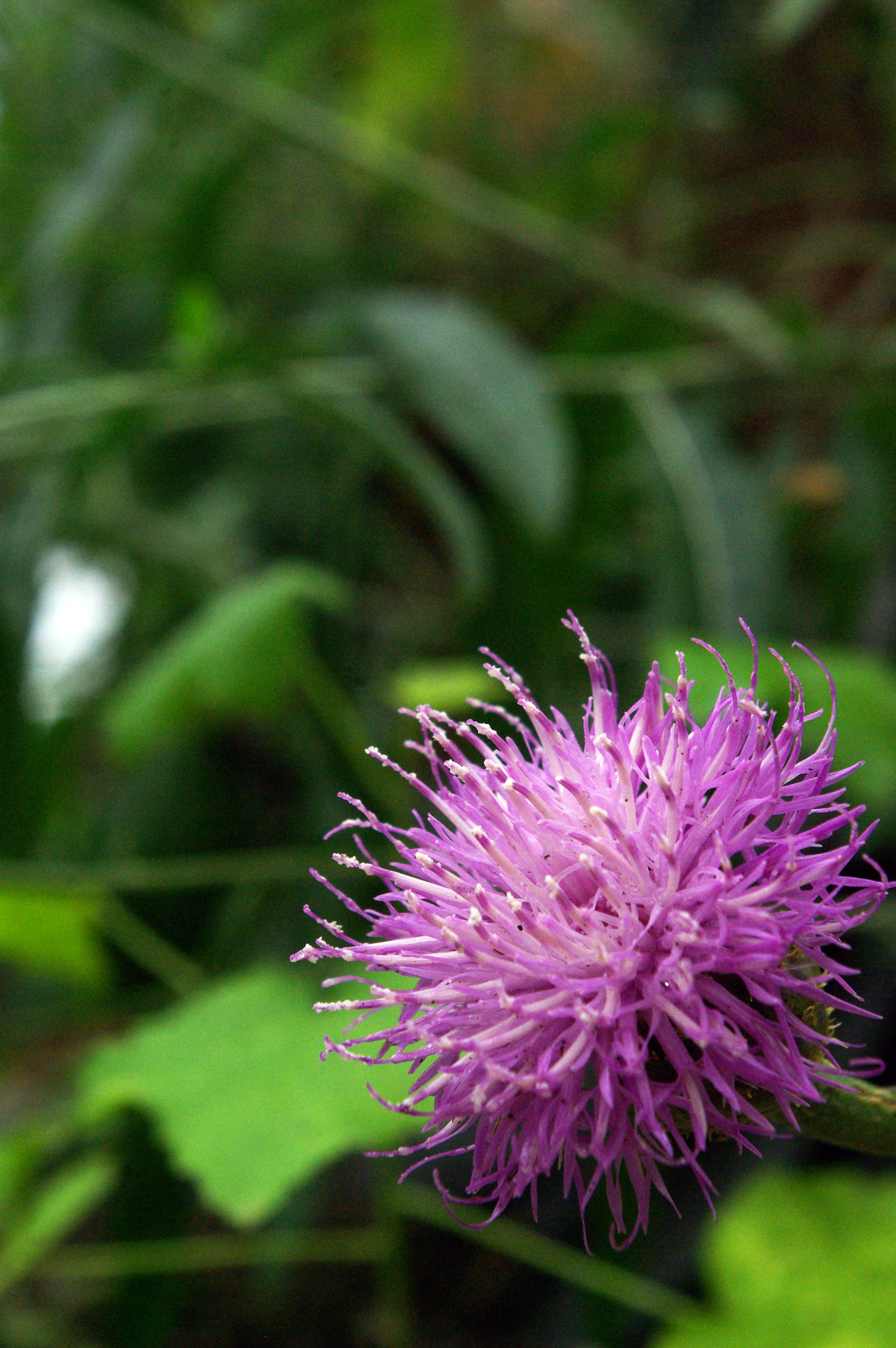

Це малий і рясно розгалужений чагарник.

## Поширення
Ендемік архіпелагу Мадейра (о-ви Мадейра, Порту-Санту).
Тільки росте на дуже крутих скелях, на ґрунті, накопиченому в щілинах каменю, під прямим впливом морських вітрів.

## Загрози та охорона
Головною загрозою є втрата та деградація місць проживання через урбанізацію, сміттєзвалища, ерозію та зсуви. Сільське господарство також є загрозою. На Порту-Санту, поїдання рослин кролями — це проблема.
Цей вид є переліченим у Додатку II та IV Директиви щодо середовищ існування.